# Роберт I Пармський
Роберто І  (італ. Roberto I di Parma; 9 липня 1848 — 16 листопада 1907) — герцог Парми з 1854 до приєднання своїх володінь до П'ємонту y 1859; внаслідок чого йому залишився лише титул.

## Біографія
Народився в Флоренції, Роберто був сином Карла ІІІ, герцога Парми та Марії Луїзи д'Артуа. Успадкував трон після смерті батька у 1854.

## Королівство
Йому було лише шість років, тому фактично трон дістався його матері Марії Луїзі, сестрі графа Шамбор. Графиня відразу звільняє де-яких активних помічників свого покійного чоловіка (Карла ІІІ), але була зраджена мацініанами у липні 1854 року, що призвело до жорстокої репресивної політики, яка закінчилася Другою війною за незалежність Італії.
Роберто був скинутий з престолу в 1859, у одинадцятирічному віці, коли, у розпалі Другої війни за незалежність Італії, його мати віддала перевагу втечі до Ломбардо-Венетського королівства (Regno Lombardo-Veneto), щоб дочекатися результатів воєнних дій. У результаті підписання мирного договору Віллафранка (1860), до Парми приєдналися королівство Сардинія і Тоскана. Таким чином, герцогство Парми стало одним з найбільших у королівстві Італія.

## Життя без корони
Після втрати трону, Роберто зі своєю сім'єю продовжують достатньо безбідне існування, користуючись фамільними багатствами. Подорожують приватними потягами до свого замку поблизу Відня, то до маєтку Пяноре в Тоскані, та до дивовижного замку Шамбор у Франції.
Помер у Віареджо в 1907.

## Родина
У 1869, у вигнанні, одружується з принцесою Марією Пією Бурбон-Сицилійською (1849-1882), донькою короля Обох Сицилій Фердинанда ІІ. Марія Пія належала до королівської сім'ї Обох Сицилій, і, як і чоловік, походила з родини Бурбонів. Народила 12 дітей, померла під час пологів:
- Марія Луїза Бурбон-Пармська (1870-1899). Дружина болгарського царя Фердінанда І.
- Принц Фердінанд (5 березня 1871 — 14 квітня 1871).
- Принцеса Луїза Марія (1872—1943). Була розумово відсталою.
- Принц Енріко І (1873-1939). Герцог Парми 1907—1939. Був розумово відсталий, і з 1907 (дата смерті батька) його брат Еліас перейняв титул, не зважаючи на це, Енріко так і залишився відомий як Енріко І ді Парма. Тримав титул до смерті.
- Принцеса Марія Іммаколата (1874—1914). Була розумово відсталою.
- Принц Джузеппе І (1875—1950). Герцог Парми 1939—1950. Він також був розумово відсталий; претендує на посаду герцога, як наступник Енріко І, але його брат Еліас продовжує тримати титул в своїх руках.
- Принцеса Марія Тереза (1876—1959). Була розумово відсталою.
- Принцеса Марія Пія (1877—1915). Була розумово відсталою.
- Принцеса Беатріче (1879—1946). Дружина графа П'єтро Лукезі Паллі.
- Принц Еліас I, герцог Парми (1880-1959). Був головою герцогської сім'ї Парми (1950-1959), перейнявши титул герцога. Одружується з архігерцогинею австрійською Марією Анною.
- Принцеса Марія Анастасія (25 серпня 1881 — 7 вересня 1881).
- Принц Августо (22 вересня 1882). Помирає відразу після народження.

Після смерті першої дружини, Роберто І одружується в 1884 з португальською принцесою Марією Антонією. Вона також народила 12 дітей:
- Принцеса Марія делле Неве Аделаіде (1885-1959). Є благословенною сестрою в монастирі Солесмес (Франція).
- Принц Сісто (1886-1934).
- Принц Франческо Саверіо (1889-1977). Одружений з Маддаленою ді Бурбон-Бузетто. Є претендентом на герцогство Парми під ім'ям Саверіо І ді Парма (1974-1977)
- Принцеса Франческа (1890-1978). Є благословенною сестрою в монастирі Солесмес (Франція).
- Принцеса Зіта (1892-1989). Дружина австрійського імператора Карла І.
- Принц Феліче (1893-1970). Одружується з великою герцогинею Люксембургу Шарлоттою, його двоюрідною сестрою (їх матері були сестрами).
- Принц Ренато (1894-1962). Одружений з данською принцесою Маргаритою.
- Принцеса Марія Антонія (1895-1937). Є благословенною сестрою в монастирі Солесмес (Франція).
- Принцеса Ізабелла (1898-1984). Помирає не одружена.
- Принц Луіджі (1899-1967). Одружується з принцесою Марією Франческою ді Савоя.
- Принцеса Енрікетта (1903-1987). Помирає не одружена.
- Принц Гайтано (1905-1958). Одружується з принцесою Маргаритою ді Турн унд Таксіс (di Thurn and Taxis). У шлюбі народжується донька Діана Бурбон-Пармська. Був розлучений в Будапешті 24 січня 1940.